# Ordre de Sainte-Claire
 (décembre 2022).
L'ordre de Sainte-Claire (en latin Ordo Sanctæ Claræ), ou l’ordre des Clarisses, ou aussi les Pauvres Dames, est un ordre religieux catholique féminin créé en 1212 par Claire d'Assise, à la demande de François d'Assise. La règle s'étant adoucie, sainte Colette réforme l'ordre au XVe siècle ; les moniales adeptes de la réforme sont alors appelées colettines. Cette réforme s'est ensuite généralisée à tout l'ordre des sœurs Clarisses.

## Origines

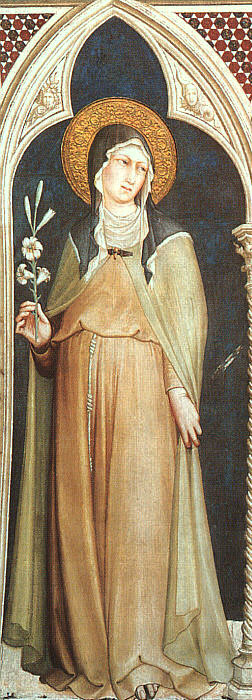
Fresque figurant sainte Claire d'Assise, par Simone Martini (basilique Saint-François d'Assise).

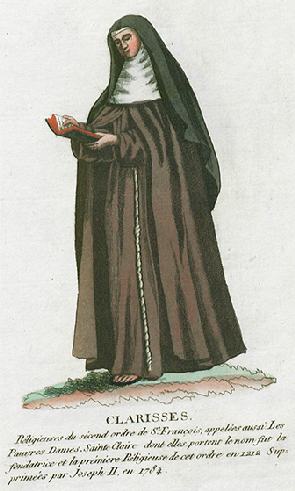
Habit des Clarisses, gravure de 1811.

Claire d'Assise  née en 1193 à Assise, est conquise par l'idéal de pauvreté prêché par François d'Assise le dimanche des Rameaux de 1212. À 18 ans, ayant fait profession religieuse devant lui, elle coupe sa longue chevelure blonde et revêt la bure. Bientôt rejointe par sa sœur Catherine, qui deviendra Agnès d'Assise, elle s'initie d'abord à la vie religieuse chez les bénédictines.
À la demande de saint François d'Assise, son directeur, elle fonde l'ordre des Pauvres Dames sur le modèle de l'ordre des frères mineurs (ou franciscains) règle qu'elle pratiqua et fit pratiquer à son institut. Il s'agit donc du deuxième ordre franciscain à être créé.
Avec ses compagnes, elle s'installe au couvent Saint-Damien d'Assise, poussant jusqu'à l'héroïsme l'amour de la pauvreté par amour du Christ. Elle rédige la règle de son ordre : moniales cloîtrées, contemplatives, bannissant toute propriété individuelle ou collective. Nombre de ses amies et parentes, y compris sa mère, la rejoignent. Ce nouvel Ordre se développe rapidement. Le pape Innocent IV approuve la règle à Assise en août 1253, peu avant la mort de la sainte.
Cette règle extrêmement sévère, confirmée par deux papes, fut admise par Urbain IV. Dès lors l'ordre de Sainte-Claire fut divisé en deux branches :
- Les Urbanistes, nom sous lequel on comprenait les Cordelières étaient des Clarisses qui suivaient la règle mitigée, donnée par le pape Urbain IV en 1263. Ce pape, entre autres adoucissements de la règle primitive donnée à sainte Claire par saint François d'Assise, avait permis de recevoir des dons et de posséder des biens et des revenus.
- Les Damiénistes, telles que les filles de l'Ave-Maria, les Capucines, les Collectes, pratiquaient la règle dans toute son austérité. Les Damiénistes ne possédaient aucune rente, et vivaient d'aumônes ; elles marchaient nu-pieds, sans socques ni sandales, excepté dans la cuisine et le jardin ; elles ne mangeaient jamais de viande ni de bouillon gras, même dans les plus fortes maladies ; elles jeûnaient toute l'année, à l'exception des dimanches et du jour de Noël ; ces religieuses n'avaient point de cellules, point de sœurs converses, et faisaient elles-mêmes tous les travaux de la maison, enfin elles couchaient sur la dure, se levaient à minuit pour aller au chœur, où jamais elles ne s'asseyaient, et où elles restaient jusqu'à trois heures du matin.

## Postérité
Déçue par les adoucissements apportés par les Clarisses à leur règle, sainte Colette a voulu ramener leur ordre à la rigueur de la règle initialement établie par sainte Claire. Elle a été confirmée dans cette mission par les papes Benoît XIII qui la nomme abbesse des couvents qu'elle réformera ou fondera, et Martin V. Elle fonde de nouveaux monastères, notamment en Franche-Comté, en Bourgogne, en Bourbonnais, au Puy. Peu à peu, d'autres monastères se joignent au mouvement. Ces Clarisses de stricte observance sont appelées colettines. Finalement, c'est tout l'ordre des Clarisses qui reviendra progressivement à l'esprit de la règle d'origine.
Annecy a une voie nommée quai des Clarisses.

## Implantations

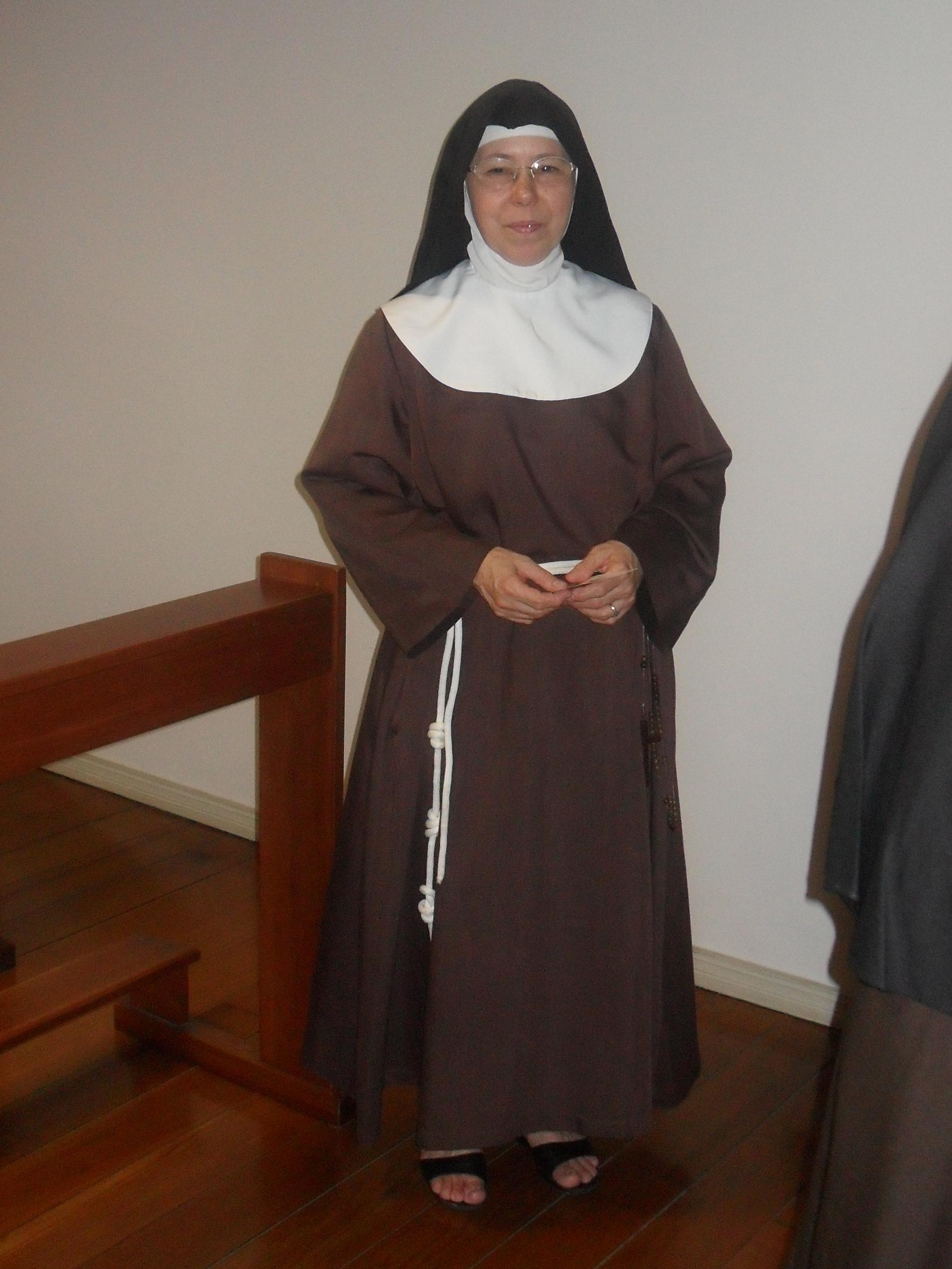
Une clarisse en 2010.

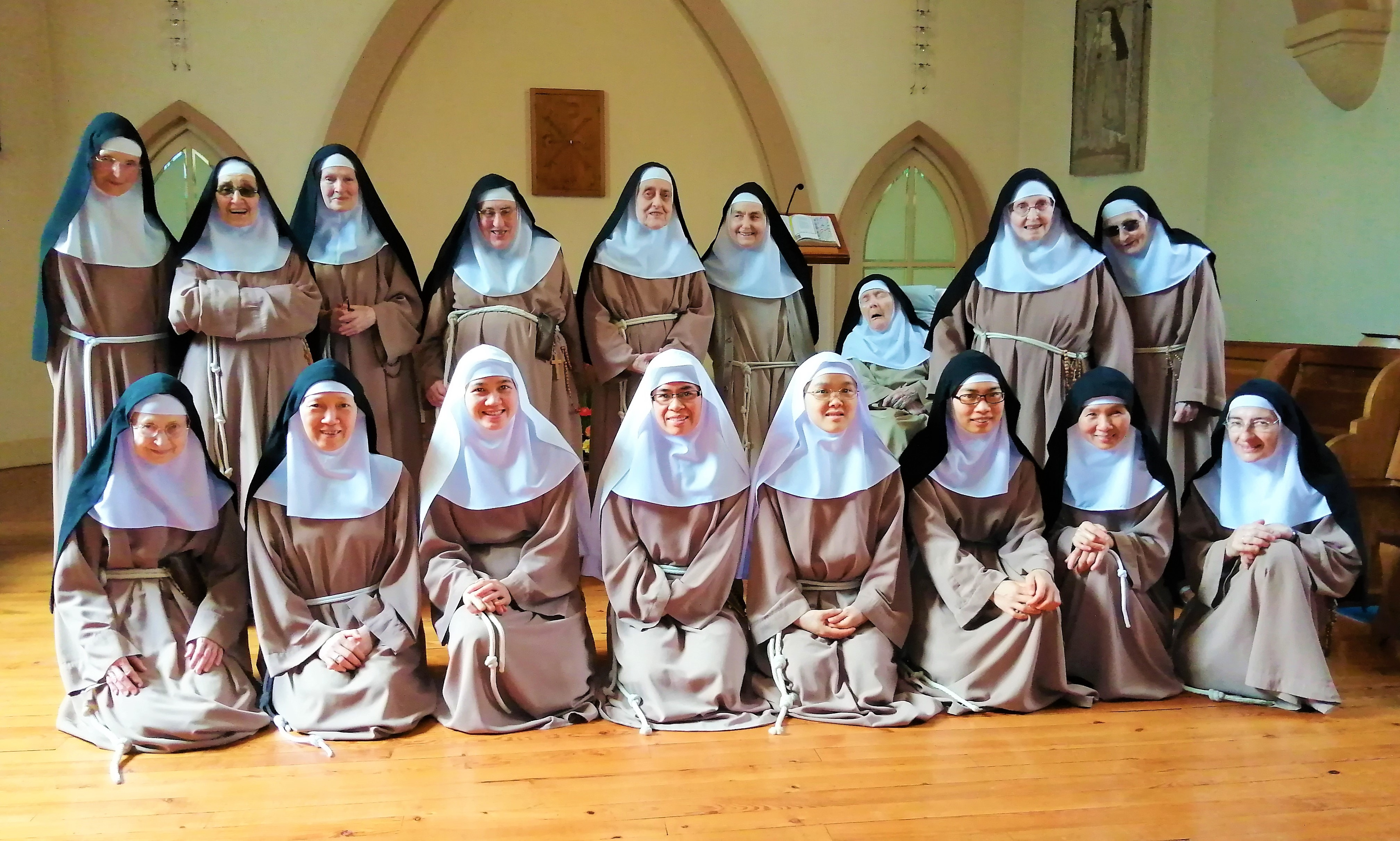
La communauté des Clarisses du monastère Saint-Claire de Toulouse en 2021.

Le Quid 2003 signale 13 450 Clarisses et 2 250 Clarisses capucines dans plus de 76 pays à travers le monde. Parmi les établissements existants ou ayant existé, notons les exemples suivants :

### Couvents en France

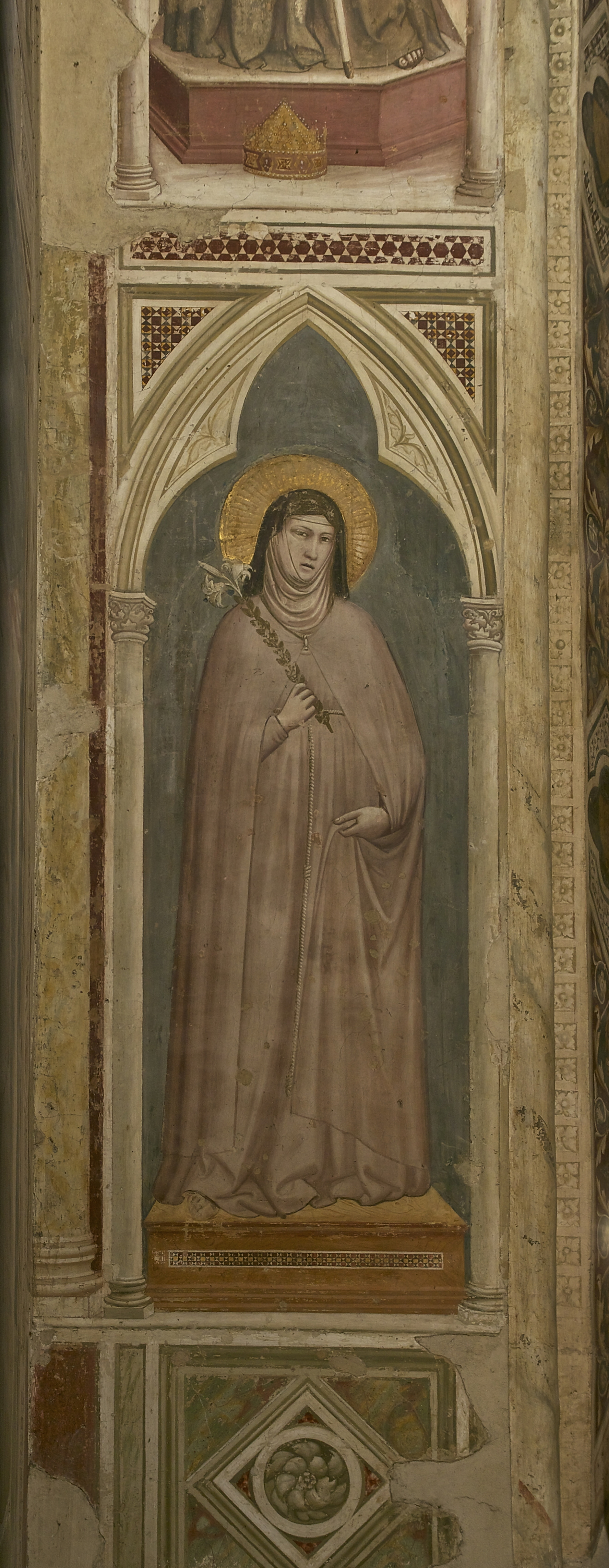
Sainte Claire vue par Giotto, fresque, chapelle Bardi, basilique Santa Croce, Florence.

- Le couvent des Clarisses d'Alençon, dans l'Orne (fermé en 2021)
- Le couvent des Clarisses d'Amiens, dans la Somme (fermé en 1978)
- Le couvent des Clarisses à Annonay, en Ardèche
- Le couvent des Clarisses d'Arras, dans le Pas-de-Calais
- Le couvent des Clarisses d'Azille, dans l'Aude (supprimé en 1792)
- Le couvent de Clarisses de Bastia (fermé en 2021)
- Le couvent des Clarisses de Béziers[2] (fermé en 2013)[3]
- Le couvent des Clarisses de  Cambrai (fermé en 1996)
- Le couvent des Clarisses de Castelnaudary dans l'Aude
- Le couvent des Clarisses capucines de Chamalières dans le Puy-de-Dôme
- L'abbaye de la Guiche à Chouzy-sur-Cisse dans le Loir-et-Cher (fermé fin XIXe siècle).
- Le couvent des Clarisses de Crest (fermé en 2022)[4].
- Le couvent des Clarisses de Dax (supprimé en 1792).
- Le couvent des Clarisses de Grenoble  (fermé en 1964)
- Le couvent des Clarisses de Haubourdin.
- Le couvent des Clarisses de Lavaur (fermée en 2024)[5]
- Le couvent des Clarisses de Lille, dans le Nord[6] (fermé en 1792)
- Le monastère des Clarisses de Lourdes.
- Le couvent des Clarisses de Marseille, dans les Bouches-du-Rhône.
- Le couvent des Clarisses de Mazamet (fermé en 2015).
- Le couvent des Clarisses de Millau dans l'Aveyron.
- Le couvent des Clarisses de Mont-de-Marsan (supprimé en 1792)

- Le couvent des Clarisses de Montbrison dans la Loire
- Le couvent des Clarisses de Montfavet dans le Vaucluse.
- Le couvent des Clarisses de Mulhouse.
- Le couvent des Clarisses de Mur-de-Barrez (fermé en 2022)[7]
- Le couvent des Clarisses de Nantes.
- Le couvent des Clarisses de Nérac.
- Le couvent des Clarisses de Nice (fermé en 2024)[8]
- Le couvent des Clarisses de Nîmes.
- L'abbaye Sainte-Claire de Nogent-l'Artaud (1299-1792).
- Le couvent des Clarisses d'Orthez (fermé en 2017)[9]
- Le couvent des Clarisses de Paray-le-Monial
- Le couvent des Cordelières à Paris
- Le couvent des Clarisses de Péronne dans la Somme (fermé en 1968)
- Le couvent des Clarisses de Perpignan
- Le monastère Sainte-Claire de Poligny dans le Jura
- L'abbaye du Moncel, à Pontpoint dans le département de l'Oise, l’abbaye royale du Moncel accueille une communauté de sœurs Clarisses de 1337 jusqu’à la Révolution.
- Le couvent des Clarisses de Pont-à-Mousson
- Le couvent des Cordelières à Provins en Seine-et-Marne
- Le couvent des Clarisses de Reims-Cormontreuil, fondé en 1220
- Le couvent des Clarisses de Rennes (fermé en 2014)[10]
- Le couvent des Clarisses de Riez
- Le monastère Sainte-Claire de Ronchamp en Haute-Saône
- Le couvent des Clarisses de Roubaix dans le Nord[11] (fermé en 2008)
- Le couvent des Clarisses de Romans-sur-Isère
- Le couvent des Clarisses de Sarlat en Dordogne (supprimé en 1792)
- Le couvent des Clarisses de Saint-Omer, dans le Pas-de-Calais (fermé en 1973)
- Le couvent des Clarisses de Saint-Yrieix-la-Perche
- Le couvent des Clarisses de Sartène en Corse du Sud
- Le couvent des Clarisses de Saxon-Sion
- Le couvent des Clarisses de Senlis
- Le couvent des Clarisses de Thionville, fondé en 1629, supprimé en 1789[12]
- Le monastère Saint-Claire des Clarisses de Toulouse, fondé en 1246 ; l'ancien couvent des XIVe – XVIe siècles est aujourd'hui le siège de l'Institut catholique de Toulouse.
- Le couvent des Clarisses de Tours
- Le couvent des Clarisses de Troyes
- Le couvent des Clarisses de Tulle fondé en 1605
- Le couvent des Clarisses de Vals-les-Bains
- Le couvent des Clarisses de Vandœuvre-lès-Nancy (fermé en 2021)[13]
- Le monastère des Clarisses à Vermand, dans l'Aisne
- Le couvent des Clarisses de Versailles dans les Yvelines
- Le couvent des Clarisses de Voreppe
- Le monastère Sainte-Claire des Clarisses de Tahiti en Polynésie française

### Couvents enSuisse
- Le couvent des Clarisses de Bâle
- Le couvent des Clarisses de Königsfelden à Windisch
- Le couvent des Clarisses à Genève[14] fondé par Yolande de France

### Couvents en République Tchèque
- Le couvent Sainte-Agnès à Prague

### Couvents en Belgique
- L'abbaye de Beaulieu à Wortegem-Petegem

### Couvents en Espagne
- Le couvent Sainte-Claire de Gandia
- Couvent de Santa Isabel la Real

Couvent de Sainte Claire Monzón Huesca

### Couvents en Allemagne
- L'abbaye de Dalheim à Mayence
- Le couvent des Clarisses (de) de Nuremberg

### Couvents au Portugal
- Le couvent de Saint François d'Assise à São Martinho do Vale, Vila Nova de Famalicão
- Le couvent de Saint-Joseph à Vila das Aves, Santo Tirso
- Le couvent du Très Saint-Sacrement à Louriçal
- Le couvent de Santa Clara et du Très Saint-Sacrement à Monte Real
- Le couvent de Notre-Dame du Rosaire à Fátima
- Le couvent de Notre-Dame de Bonne-Espérance à Montalvo
- Le couvent de l'Immaculée Conception à Santarém
- Le couvent du Cœur Immaculé de Marie à Lisbonne
- Le couvent du Très Saint-Sacrement à Sintra
- Le couvent de Notre-Dame-de-la-Merci à Calhetas, Açores
- Le couvent Notre-Dame de la Piété à Câmara de Lobos, Madère
- Le couvent de Saint-Antoine à Funchal, Madère

### Couvents en Italie
- Le monastère des Clarisses Sainte-Colette, Assise
- Le monastère des Clarisses Ermites, Fara in Sabina
- Le monastère des Clarisses Urbanistes à Oristano

### Couvents au Liban
- Le monastère des Clarisses de Notre-Dame de l'unité, Yarzé

## Personnalités

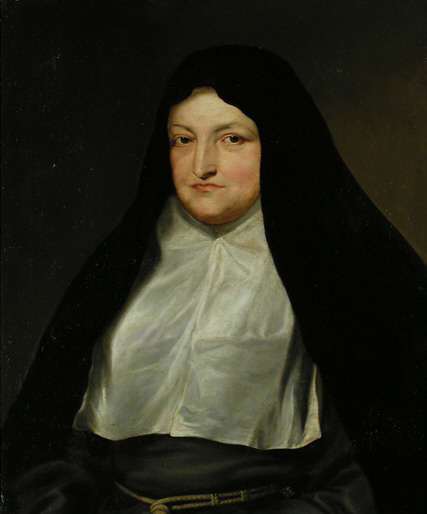
L'infante Isabelle habillée en clarisse.

- Bénédicte d'Assise (?-v. 1260), bienheureuse.
- Élisabeth de Portugal (1271-1336), sainte.
- Hélène Enselmini (XIIIe siècle), bienheureuse.
- Claire de Rimini (1280-1326), bienheureuse.
- Colette de Corbie, (1381-1447), sainte.
- Isabelle de Villena, (1430-1490), auteur d'une Vie de Jésus.
- Louise de Savoie, (1469-1503), bienheureuse.
- Marguerite de Lorraine-Vaudémont, (1463-1521), duchesse d'Alençon, bienheureuse.
- Philippe de Gueldre, (1467-1547), duchesse de Lorraine et de Bar.
- Isabelle-Claire-Eugénie d'Autriche, (1566-1633) Infante d'Espagne, veuve de l'archiduc Albert d'Autriche, souveraine des Pays-Bas.
- Anne-Marie Antigo (1602-1676), vénérable, abbesse et résistante à l'autorité française en Roussillon.
- Cecily Dillon (1603-1653), fondatrice d'ordre en Irlande.
- Francisca Josefa de la Concepción, (1671-1742), mystique en Colombie
- Marie-Céline de la Présentation (1878-1897), Bienheureuse.